# Kurtis MacDermid
Kurtis MacDermid (né le 25 mars 1994 à Sauble Beach dans la province d'Ontario au Canada) est un joueur professionnel canadien de hockey sur glace. Il évolue au poste de défenseur.

## Biographie
Il évolue au niveau junior dans la LHO avec l'Attack d'Owen Sound à partir de la saison 2011-2012. Le 13 septembre 2012, il signe avec les Kings de Los Angeles en tant qu'agent libre non repêché. Il continue son cheminement chez les juniors et il joue également pour les Otters d'Érié.
Il devient professionnel en 2015 en jouant pour le Reign d'Ontario, équipe affiliée aux Kings dans la LAH. Après deux saisons dans les ligues mineures, il fait ses débuts dans la LNH avec les Kings lors du début de la saison 2017-2018.
Il remporte la Coupe Stanley 2022 avec l'Avalanche du Colorado.
Alors qu'il écoule la dernière année d'un contrat de deux ans en saison 2023-2024 avec l'Avalanche, il est échangé aux Devils du New Jersey le 1er mars 2024. En retour, les Devils cèdent un choix de septième tour ainsi que l'attaquant Zakhar Bardakov qui joue à ce moment pour le SKA Saint-Pétersbourg dans la KHL.

## Vie personnelle
Son père, Paul MacDermid, était également joueur de hockey professionnel et a joué dans la LNH. Il a également un frère, Lane MacDermid, qui a évolué dans la LNH avec les Bruins de Boston, les Stars de Dallas et les Flames de Calgary.

## Statistiques
| Saison     | Équipe                | Ligue      |     | Saison régulière | Saison régulière | Saison régulière | Saison régulière | Saison régulière |   | Séries éliminatoires | Séries éliminatoires | Séries éliminatoires | Séries éliminatoires | Séries éliminatoires |
| Saison     | Équipe                | Ligue      | PJ  | B                | A                | Pts              | Pun              | PJ               | B | A                    | Pts                  | Pun                  |                      |                      |
| 2010-2011  | Greys d'Owen Sound    | GOJHL      | 51  | 6                | 16               | 22               | 124              | -                | - | -                    | -                    | -                    |                      |                      |
| 2011-2012  | Greys d'Owen Sound    | GOJHL      | 20  | 3                | 6                | 9                | 80               | -                | - | -                    | -                    | -                    |                      |                      |
| 2011-2012  | Attack d'Owen Sound   | LHO        | 9   | 0                | 2                | 2                | 7                | -                | - | -                    | -                    | -                    |                      |                      |
| 2012-2013  | Attack d'Owen Sound   | LHO        | 65  | 1                | 7                | 8                | 110              | 12               | 0 | 3                    | 3                    | 11                   |                      |                      |
| 2013-2014  | Attack d'Owen Sound   | LHO        | 38  | 5                | 11               | 16               | 90               | -                | - | -                    | -                    | -                    |                      |                      |
| 2013-2014  | Otters d'Érié         | LHO        | 28  | 2                | 1                | 3                | 75               | 12               | 0 | 3                    | 3                    | 29                   |                      |                      |
| 2014-2015  | Otters d'Érié         | LHO        | 61  | 8                | 32               | 40               | 129              | 12               | 0 | 5                    | 5                    | 23                   |                      |                      |
| 2015-2016  | Reign d'Ontario       | LAH        | 56  | 4                | 12               | 16               | 121              | 13               | 2 | 1                    | 3                    | 12                   |                      |                      |
| 2016-2017  | Reign d'Ontario       | LAH        | 58  | 6                | 14               | 20               | 135              | 5                | 0 | 0                    | 0                    | 4                    |                      |                      |
| 2017-2018  | Kings de Los Angeles  | LNH        | 34  | 1                | 3                | 4                | 57               | -                | - | -                    | -                    | -                    |                      |                      |
| 2017-2018  | Reign d'Ontario       | LAH        | 32  | 1                | 5                | 6                | 78               | -                | - | -                    | -                    | -                    |                      |                      |
| 2018-2019  | Kings de Los Angeles  | LNH        | 11  | 0                | 1                | 1                | 11               | -                | - | -                    | -                    | -                    |                      |                      |
| 2018-2019  | Reign d'Ontario       | LAH        | 48  | 5                | 10               | 15               | 147              | -                | - | -                    | -                    | -                    |                      |                      |
| 2019-2020  | Kings de Los Angeles  | LNH        | 45  | 3                | 5                | 8                | 47               | -                | - | -                    | -                    | -                    |                      |                      |
| 2020-2021  | Kings de Los Angeles  | LNH        | 28  | 2                | 2                | 4                | 36               | -                | - | -                    | -                    | -                    |                      |                      |
| 2021-2022  | Avalanche du Colorado | LNH        | 58  | 2                | 3                | 5                | 89               | -                | - | -                    | -                    | -                    |                      |                      |
| 2022-2023  | Avalanche du Colorado | LNH        | 44  | 1                | 5                | 6                | 55               | -                | - | -                    | -                    | -                    |                      |                      |
| 2023-2024  | Avalanche du Colorado | LNH        | 29  | 2                | 0                | 2                | 23               | -                | - | -                    | -                    | -                    |                      |                      |
| 2023-2024  | Devils du New Jersey  | LNH        | 16  | 0                | 1                | 1                | 50               | -                | - | -                    | -                    | -                    |                      |                      |
| Totaux LNH | Totaux LNH            | Totaux LNH | 265 | 11               | 20               | 31               | 368              | -                | - | -                    | -                    | -                    |                      |                      |